# Josh Wall
Joshua Michael Wall (né le 21 janvier 1987 à Walker, Louisiane, États-Unis) est un ancien lanceur droitier des Ligues majeures de baseball. Il joue pour les Dodgers de Los Angeles en 2012 et 2013, puis pour les Angels de Los Angeles d'Anaheim en 2014.

## Carrière

### Dodgers de Los Angeles
Josh Wall est un choix de deuxième ronde des Dodgers de Los Angeles en 2005. Il passe 7 ans dans les ligues mineures avant d'atteindre le plus haut niveau, d'abord comme lanceur partant puis comme lanceur de relève à partir de 2011.
Wall fait ses débuts dans le baseball majeur avec les Dodgers le 22 juillet 2012. Il vient lancer en relève en fin de 11e manche d'un match contre les Mets de New York et la victoire est portée à sa fiche. C'est sa seule décision de l'année avec Los Angeles. En sept matchs joués et cinq manches et deux tiers lancées, sa moyenne de points mérités s'élève à 4,76. 
En 2013, Wall lance six parties pour les Dodgers, au cours desquelles il accorde 14 points mérités et 17 coups sûrs en seulement 7 manches au monticule, pour une moyenne de points mérités de 18,00. Il encaisse une défaite.

### Angels de Los Angeles
Le 6 juillet 2013, Wall est transféré aux Marlins de Miami avec les lanceurs Steven Ames et Angel Sanchez alors que le lanceur partant Ricky Nolasco passe aux Dodgers. Il n'a pas la chance de jouer pour Miami et passe via le ballottage aux Angels de Los Angeles le 4 octobre 2013. Wall ne lance qu'une manche au total en deux parties des Angels en 2014, accordant 6 points mérités.
Le 22 mai 2014, Wall, alors membre des Angels, est réclamé au ballottage par les Pirates de Pittsburgh, mais il ne retrouve pas le chemin des majeures.